# Area 7 di Brodmann
L'area 7 di Brodmann è una delle regioni citologiche cerebrali definite da Korbinian Brodmann. È coinvolta nei processi di localizzazione degli oggetti nello spazio. Fa da punto di convergenza tra la vista e la propriocezione per determinare dove sono gli oggetti in relazione alle parti del corpo.

## Uomo
L'area 7 di Brodmann, si estende nella parete mediale e laterale della corteccia parietale del cervello umano. Medialmente, la zona corrispondente all'area 7 viene detta precuneo. Lateralmente prende il nome di lobulo parietale superiore. Alla base del lobulo c'è il solco intraparietale, al di sotto del quale si trova il lobulo parietale inferiore, che si divide nell'area 39 di Brodmann (circonvoluzione angolare) e nell'area 40 di Brodmann (circonvoluzione sopramarginale). L'area 7 di Broddmann si trova nella parte posteriore della corteccia somatosensoriale primaria (area di Brodmann 3, 1 e 2), e nella parte superiore del lobo occipitale. Questa regione gioca un ruolo fondamentale nella coordinazione visuale-motoria (per esempio nel raggiungere e afferrare un oggetto). Inoltre, l'area 7, insieme all'area 5, è collegata ad una vasta gamma di elaborazione complesse, incluso l'utilizzo del linguaggio. Il ruolo svolto da queste due aree nel linguaggio è dovuto, in teoria, al fatto che queste regioni svolgono un ruolo vitale nella creazione di pensieri consapevoli riguardanti la disposizione degli oggetti nello spazio.

## Scimmia
L'area 7 di Brodmann è una suddivisione citoarchitettonica della regione parietale della corteccia cerebrale del cercopithecus. Occupa gran parte del lobo parietale esclusa la circonvoluzione postcentrale e il lobulo parietale superiore. Questa area è caratterizzata dalla mancanza di grandi cellule gangliari nel V strato corticale, dal III strato spesso contenente le cellule piramidali e dal VI strato multiforme delimitato da sostanza bianca.